# Evangelische Pfarrkirche Obersontheim

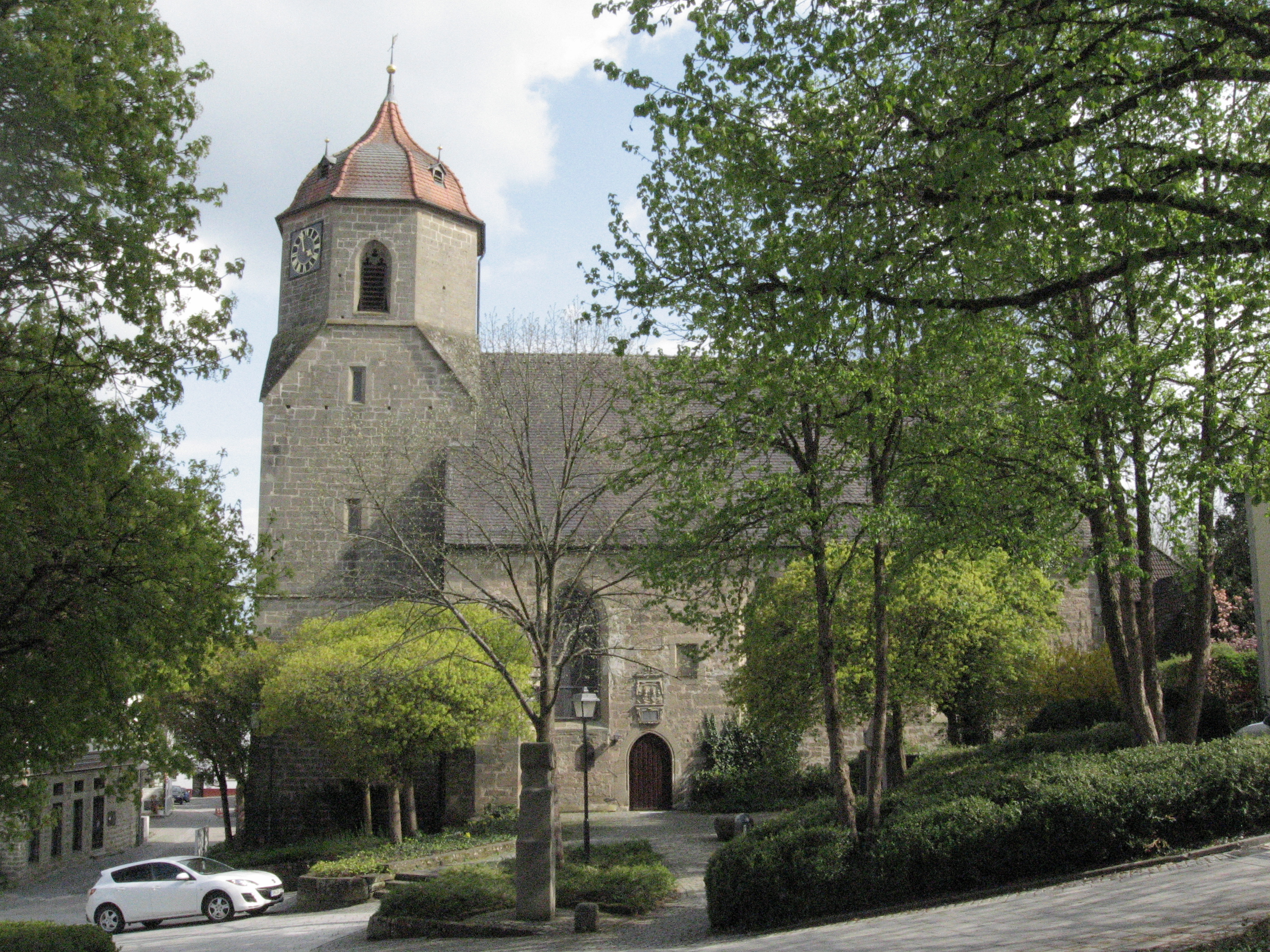
Die Kirche von Nordwesten

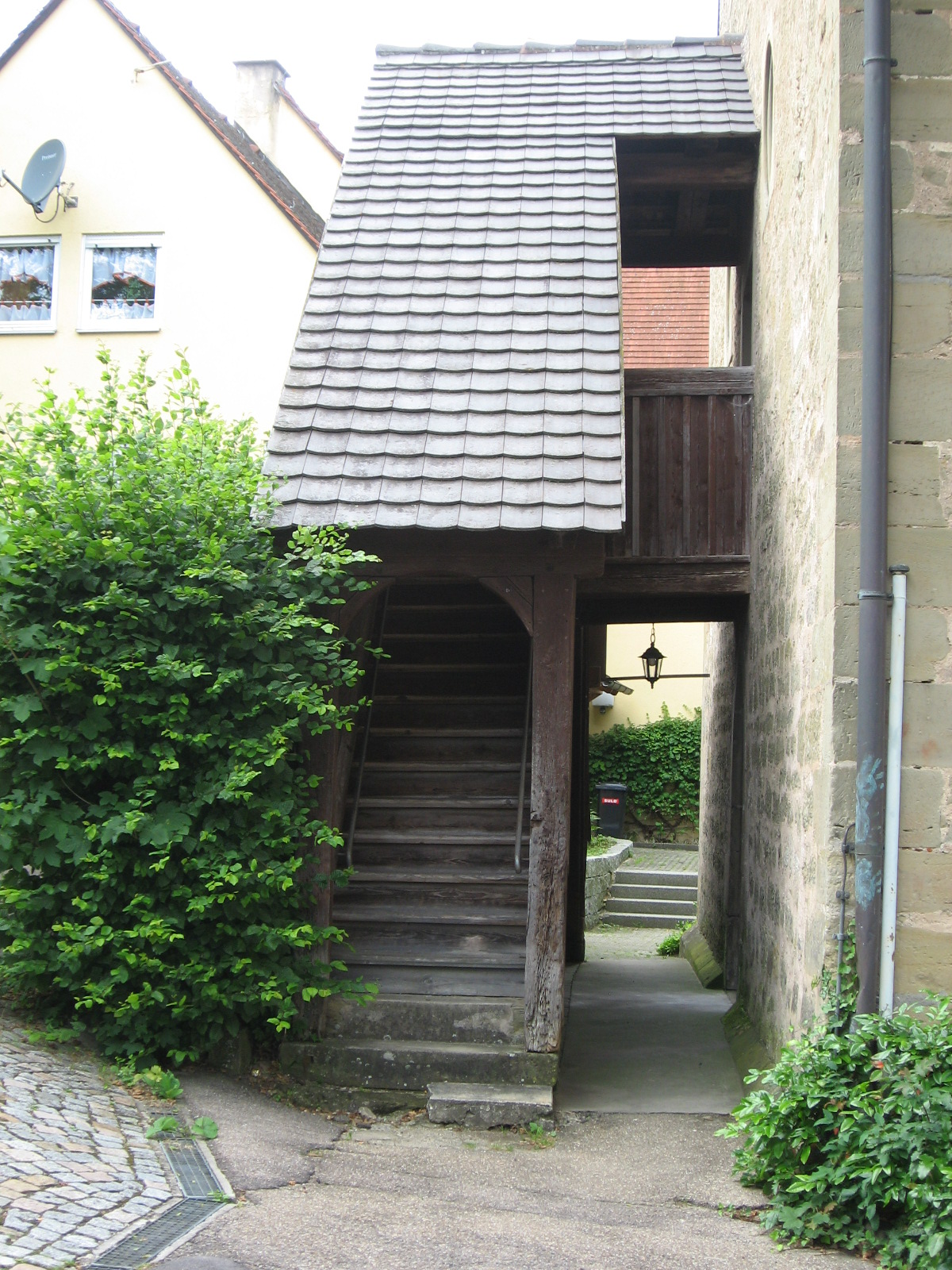
Die äußere Emporentreppe von Südosten

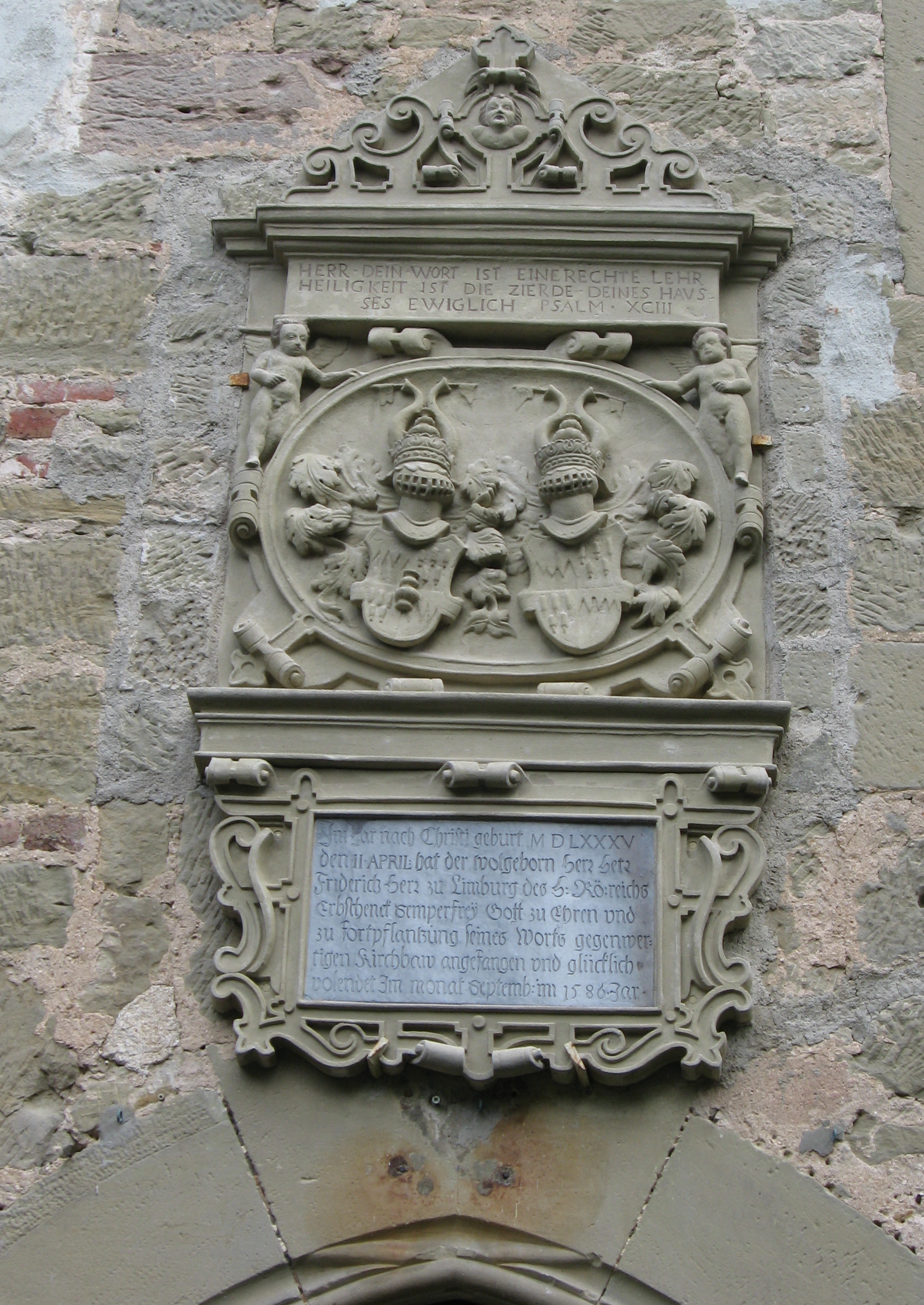
Stiftertafel über dem Haupteingang an der Nordwestseite

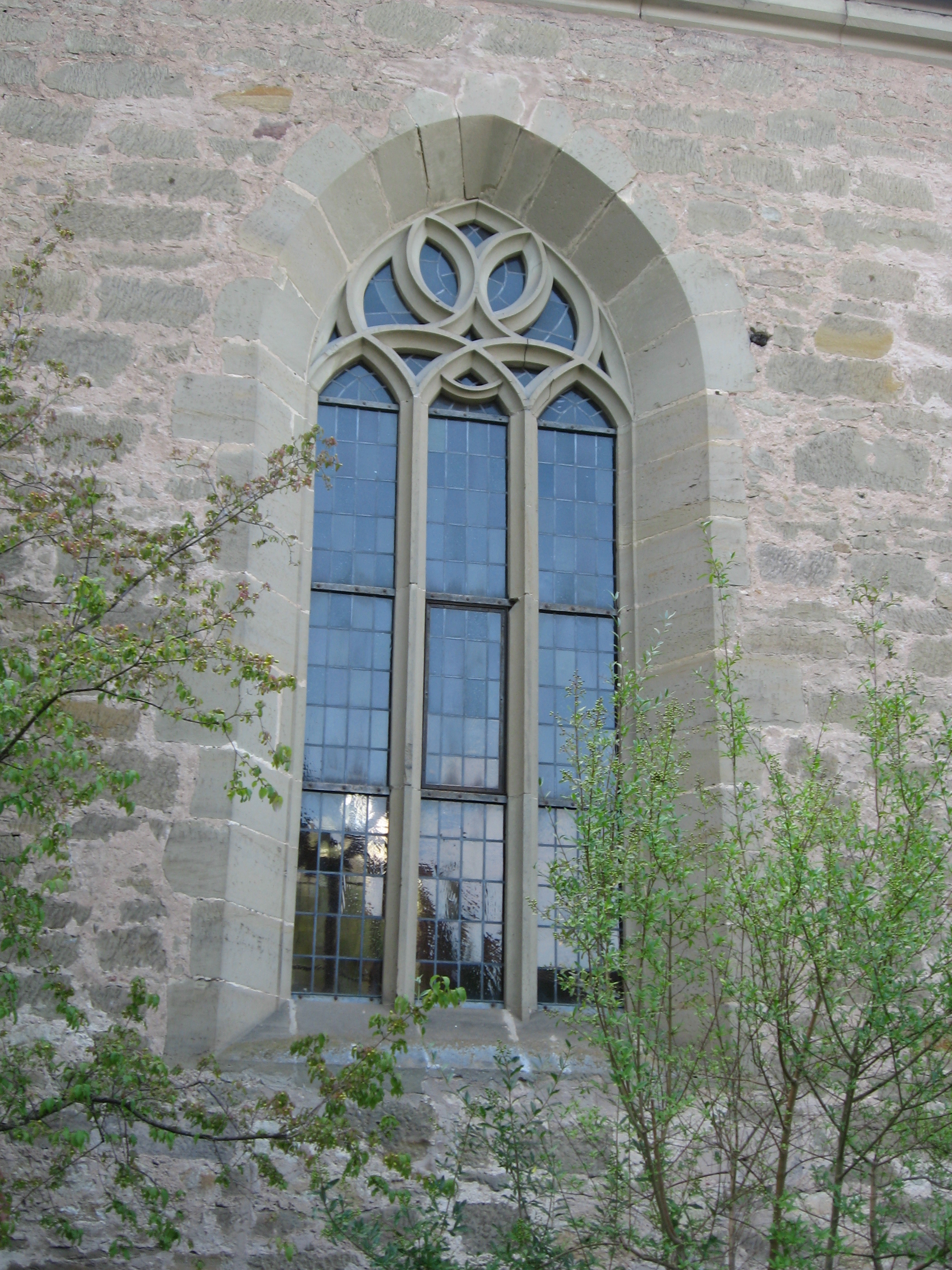
Eines der gotischen Maßwerkfenster

Die Evangelische Kirche Obersontheim ist das evangelische Kirchengebäude im Zentralort der Gemeinde Obersontheim.

## Lage
Die Evangelische Kirche Obersontheim liegt an der südlichen Ecke des Rathausplatzes im Dorf Obersontheim am unteren Hang eines Hügels, auf dessen weiterem Anstieg sich ein Weichbild aus heckenbegrenzten Gärten anschließt, zwischen denen der Fußweg des sogenannten Pfarrgässchen bergan führt. Etwa fünfzig Meter nordwestlich von ihr beginnt das Areal des Obersontheimer Schlosses mit ungefähr paralleler Achse, etwas weniger weit liegt nördlich am anderen Ende des Rathausplatzes das ebenfalls historische Rathaus des Ortes, zwischen beiden steht in der Mitte des fallenden Platzes die alte Dorflinde auf einem Podest aus Gemäuerresten der vorgehenden Kapelle St. Cyriacus.

## Geschichte
Die Schenken von Limpurg, Speckfelder Linie, verkauften 1541 ihre Stammburg Burg Limpurg an die nahe Stadt Schwäbisch Hall und verlegten ihren Sitz nach Obersontheim. Hier gab es anfänglich (1447–1596) nur eine kleine Frühmesskapelle St. Cyriacus, die zuständige Kirche ebenso wie der Friedhof lagen dagegen im Nachbarort Untersontheim, der wiederum kirchlich eine Filiale von Bühlertann war. Die inzwischen evangelischen Schenken betrieben den Ausbau ihres Residenzortes auch kirchlich, insbesondere durch den Tausch von Patronatsrechten mit der Propstei Ellwangen 1578, wodurch in Obersontheim eine eigene Kirchengemeinde entstehen konnte. Die heutige Kirche wurde 1585–1586 von Schenk Friedrich VII. von Limpurg erbaut und vermutlich 1587 eingeweiht. Als einer der ersten evangelischen Kirchenneubauten der Region wurde die Kirche keinem Heiligen mehr geweiht.
Die Kirche diente nicht nur als Residenzkirche der Schenken von Limpurg, sondern auch als deren Begräbnisstätte, da Beisetzungen der evangelischen Adligen in der traditionellen Schenken-Grablege im katholischen Kloster Komburg nach dem Glaubenswechsel nicht mehr möglich waren. Der letzte auf der Komburg beigesetzte Schenk war Erasmus († 1553), der Vater des Kirchenbauherrs, der noch Schirmvogt des Klosters Komburg gewesen war. Ihm folgte in der Grablege auf der Komburg noch seine Ehefrau Anna von Lodron († 1556) nach. Das älteste und schmuckvollste Epitaph in der Kirche von Obersontheim ist das des Erbauers Friedrich VII. Schenk von Limpurg († 1596) und seiner beiden Ehefrauen Margarete von Erbach († 1564) und Agnes von Limpurg († 1606). Die 1564 verstorbene Margarete ist in der Stadtkirche von Michelstadt beigesetzt. Das Epitaph wurde vermutlich bereits zu Lebzeiten Friedrichs VII. bei Sem Schlör in Auftrag gegeben und gleich nach Friedrichs Tod aufgestellt. Die Schenken-Grabmäler sind die bestimmenden Kunstschätze der Kirche, die von Anbeginn im Geist der Reformation ansonsten nur schlicht ausgestattet war.
1602 wurde das Treppentürmchen zur (1956 abgebrochenen) Herrschaftsempore errichtet, 1618 wurde der Kirchenbau um eine Sakristei erweitert. Im selben Jahr erhielt Obersontheim auch einen eigenen Friedhof, der mangels Platz um die Kirche am Schießbach am südwestlichen Ortsrand angelegt wurde. 1750 baute man außen an der Kirche eine zur großen Empore führende hölzerne Doppeltreppe an. Außerdem befand sich am Kirchturm einst ein kleiner Wohnanbau, der jedoch bereits um 1830 abgerissen wurde. 1922 wurden Altar und Kanzel erneuert, von 1953 bis 1956 fand eine umfangreiche Sanierung des gesamten Bauwerks statt. In der Nacht vom 8. auf den 9. Dezember 1967 brach ein Brand auf der Empore aus. Durch Rauchentwicklung und Löschwasser entstanden erhebliche Schäden an der Orgel von 1740 und im Innenraum, so dass eine neuerliche Sanierung nötig wurde.

## Bau und Ausstattung
Die Achse der Kirche, etwa der des benachbarten Schlosses parallel, folgt dem Fallen des Hügels und ist nach Nordosten ausgerichtet, mit einer überdachten hölzernen Doppel-Emporentreppe von 1750 an der südwestlichen Bergseite und der Apsis im Erdgeschoss des unten viereckigen, darüber achteckigen Chorturms mit Kuppeldach im Nordosten. Südöstlich an den Turm schließt die Sakristei an, in der auch der Turmaufgang beginnt. Unfern der Apsis steht außen an der Kirchenmauer im Nordwesten ein niedriges Türmchen mit polygonalem Grundriss und Helm, über das früher eine weitere Empore im Vorderteil der Kirche zugänglich war; diese ist heute nicht mehr vorhanden und der Aufgang ist deshalb ebenso funktionslos wie die äußere Emporentreppe, weil inzwischen auch innen eine Treppe den Aufstieg zu dieser erlaubt. Zwei Eingänge liegen achsensymmetrisch gegenüber seitlich vorn am Schiff an der Nordwest- und Südostseite, zwei andere im hinteren Teil auf der Achse des Schiffs übereinander auf Emporenhöhe sowie – außen ebenerdig – darunter. Die Stiftertafel ist über dem Nordwesteingang angebracht.
Im Innenraum steht rechts an der Frontseite des Kirchenschiffs das Renaissance-Grabdenkmal für den Erbauer Friedrich VII. von Limpurg mit Gemahlin, über dem rechten Eingang ragt das barocke für den letzten Limpurger Schenken Vollrath mit Gemahlin in den Innenraum. Die Orgel steht auf der verbliebenen Empore. Innen an der Mauer des Kirchenschiffs stehen einige Grabplatten, mehr davon in der Apsis, wo auch einige den Boden decken.